# Schwemmelsbach

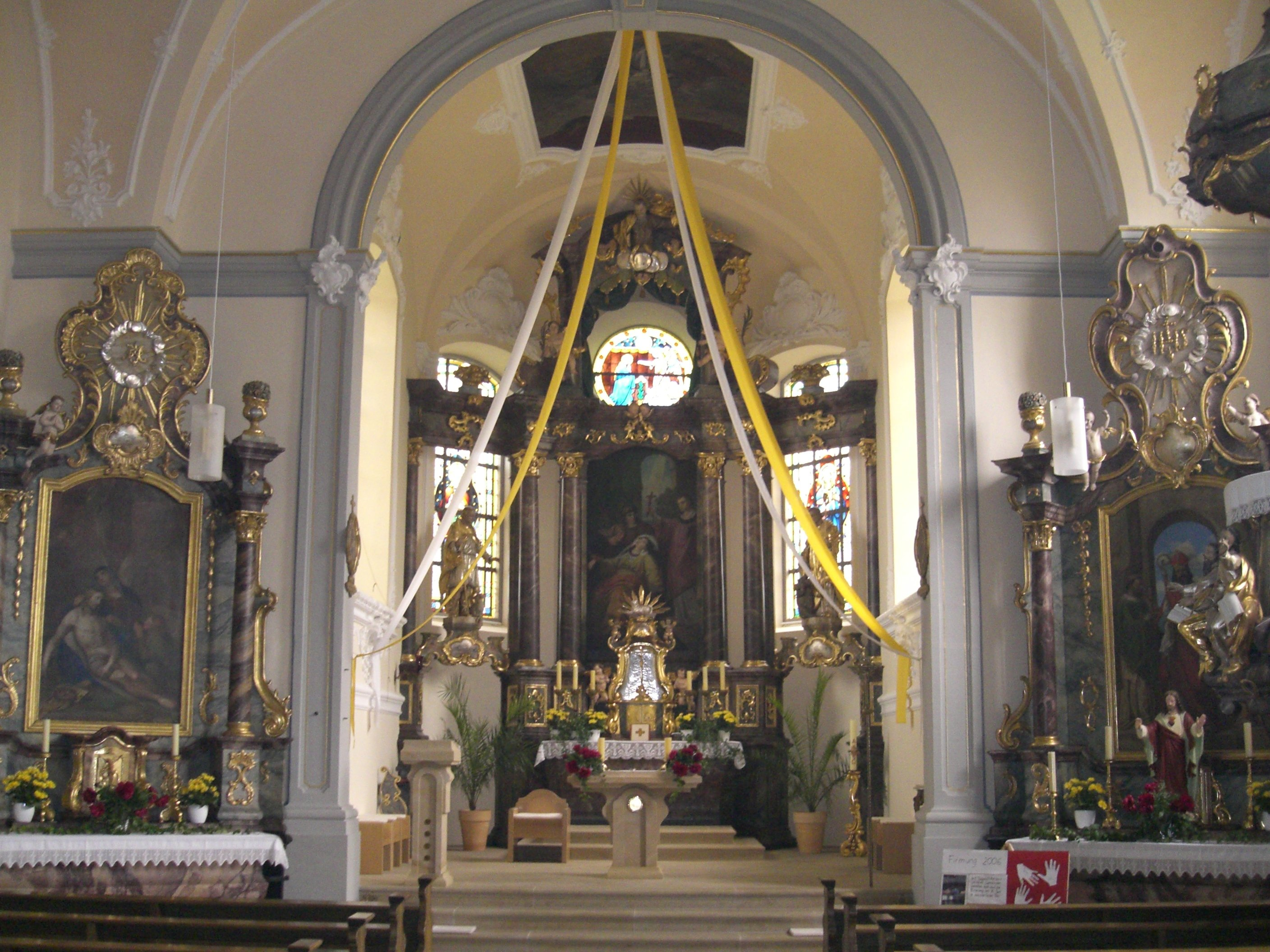
Altar

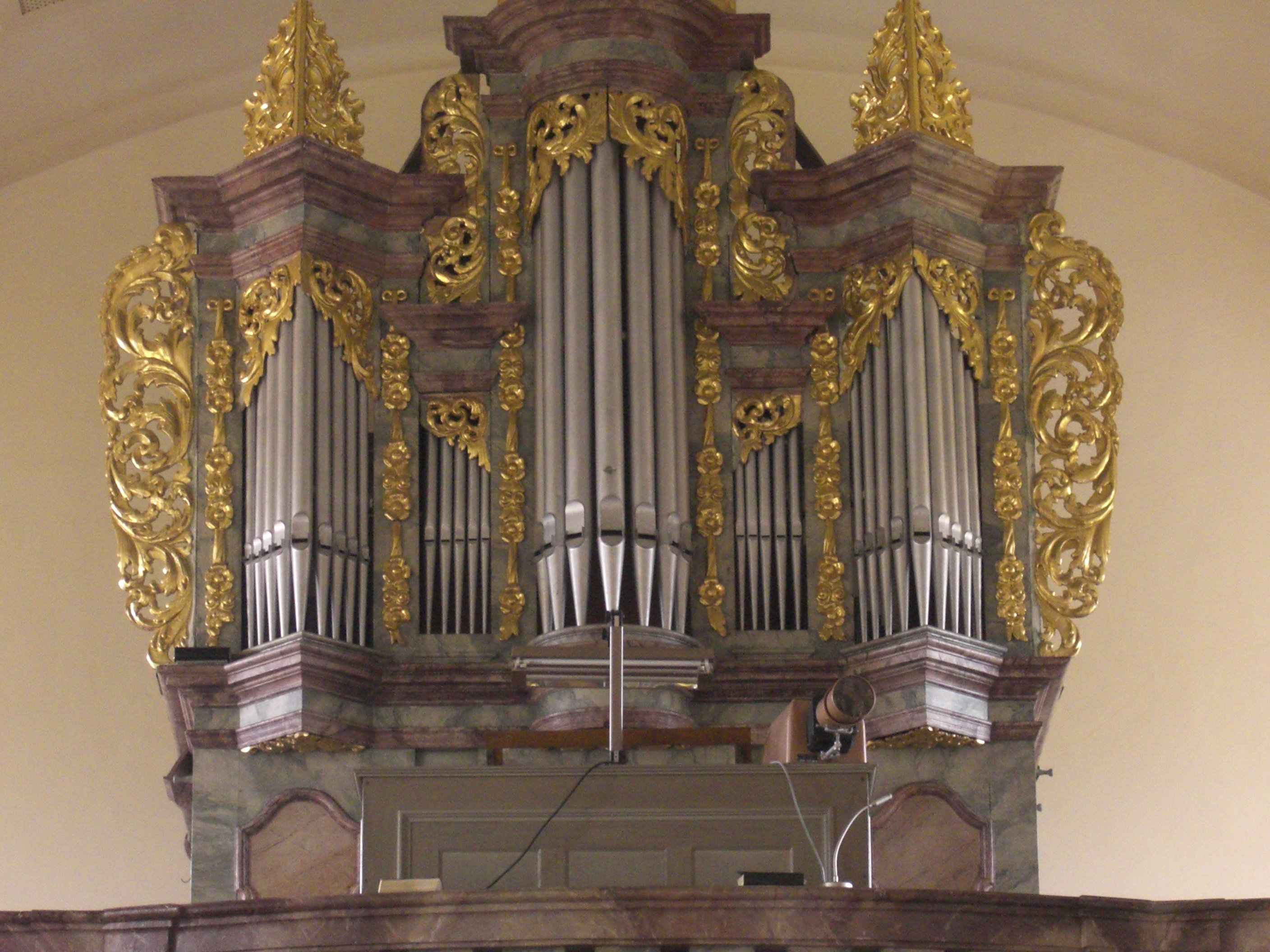
Orgel

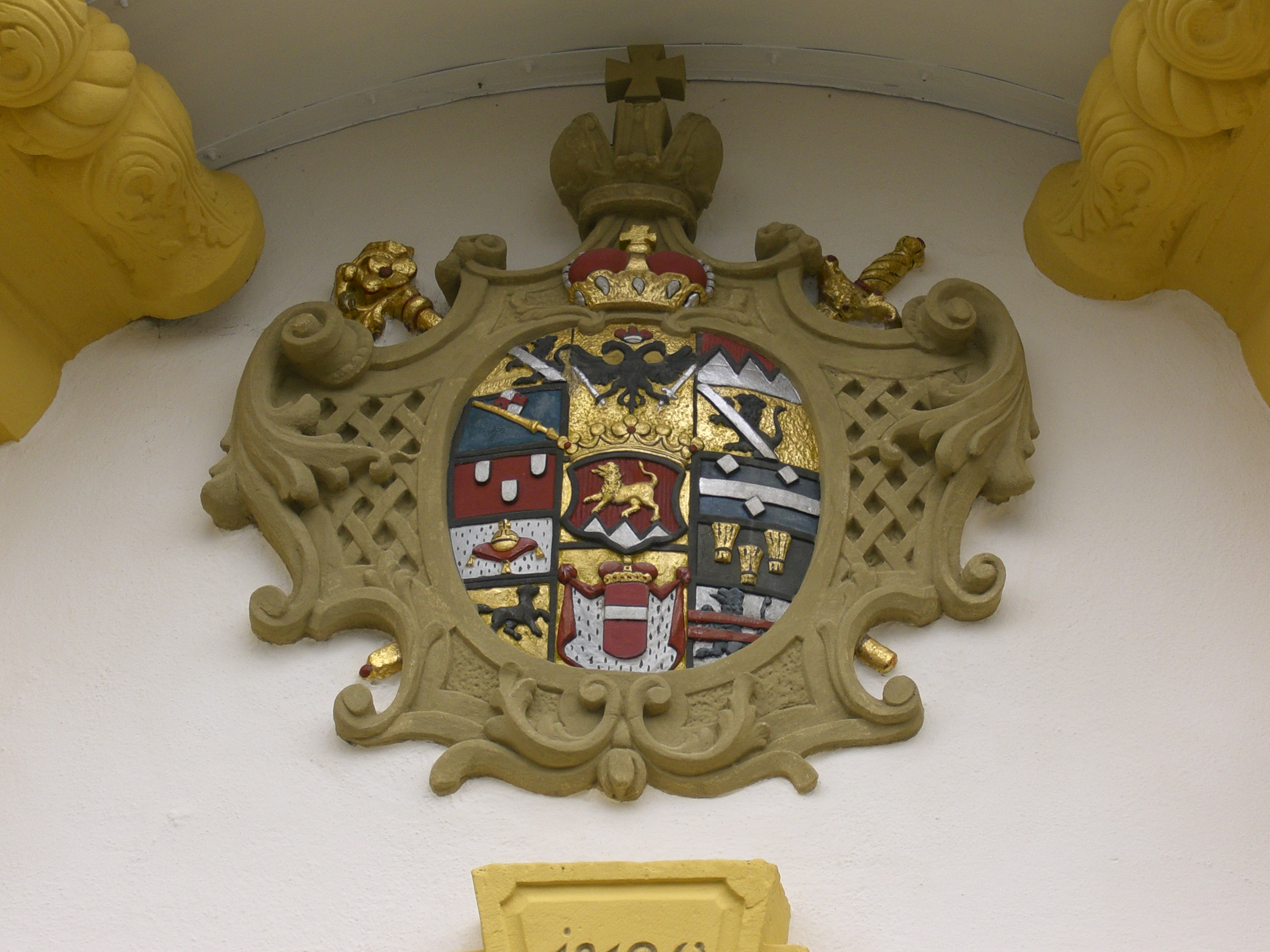
Wappen an der Kirche

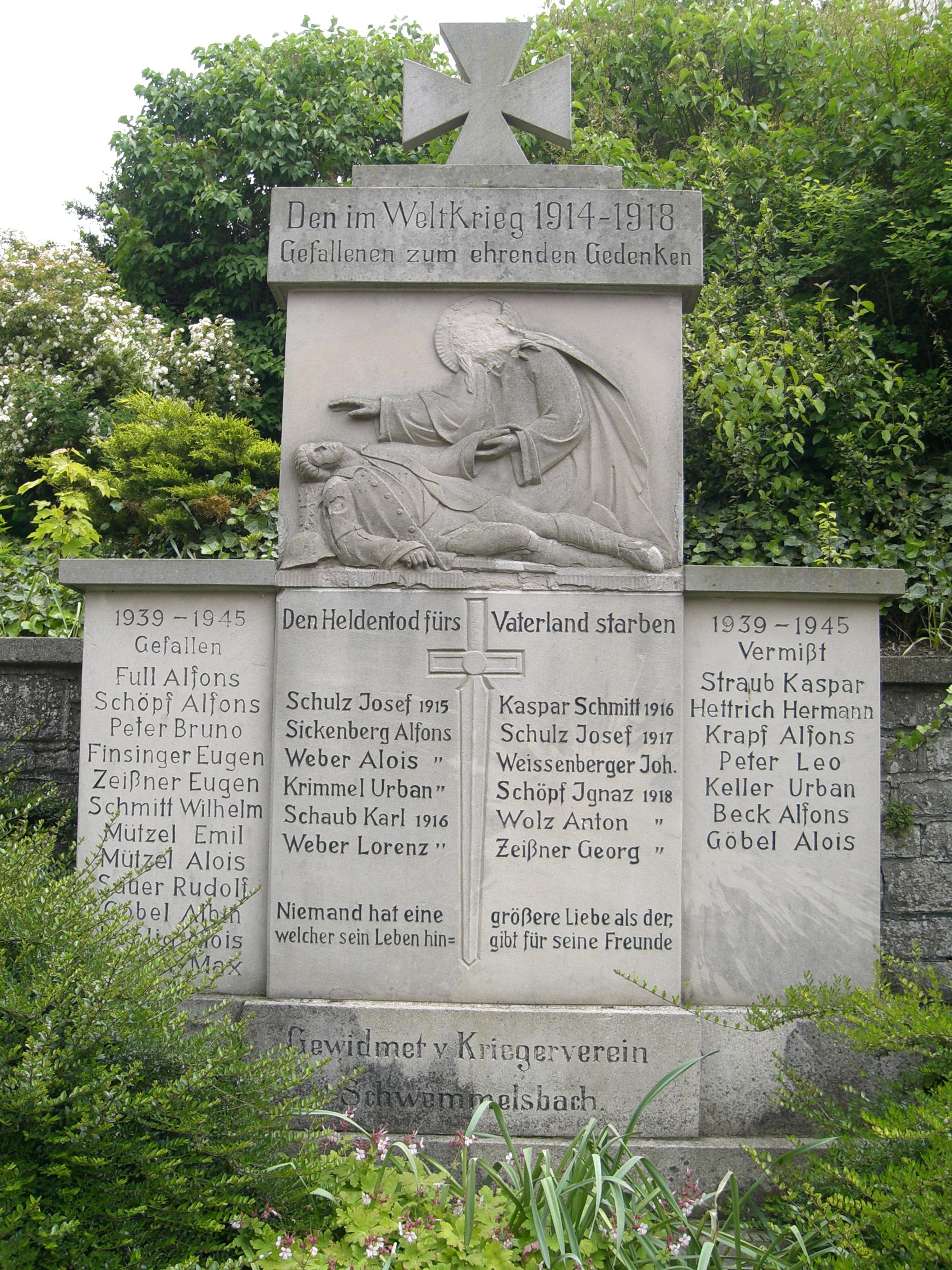
Kriegerdenkmal

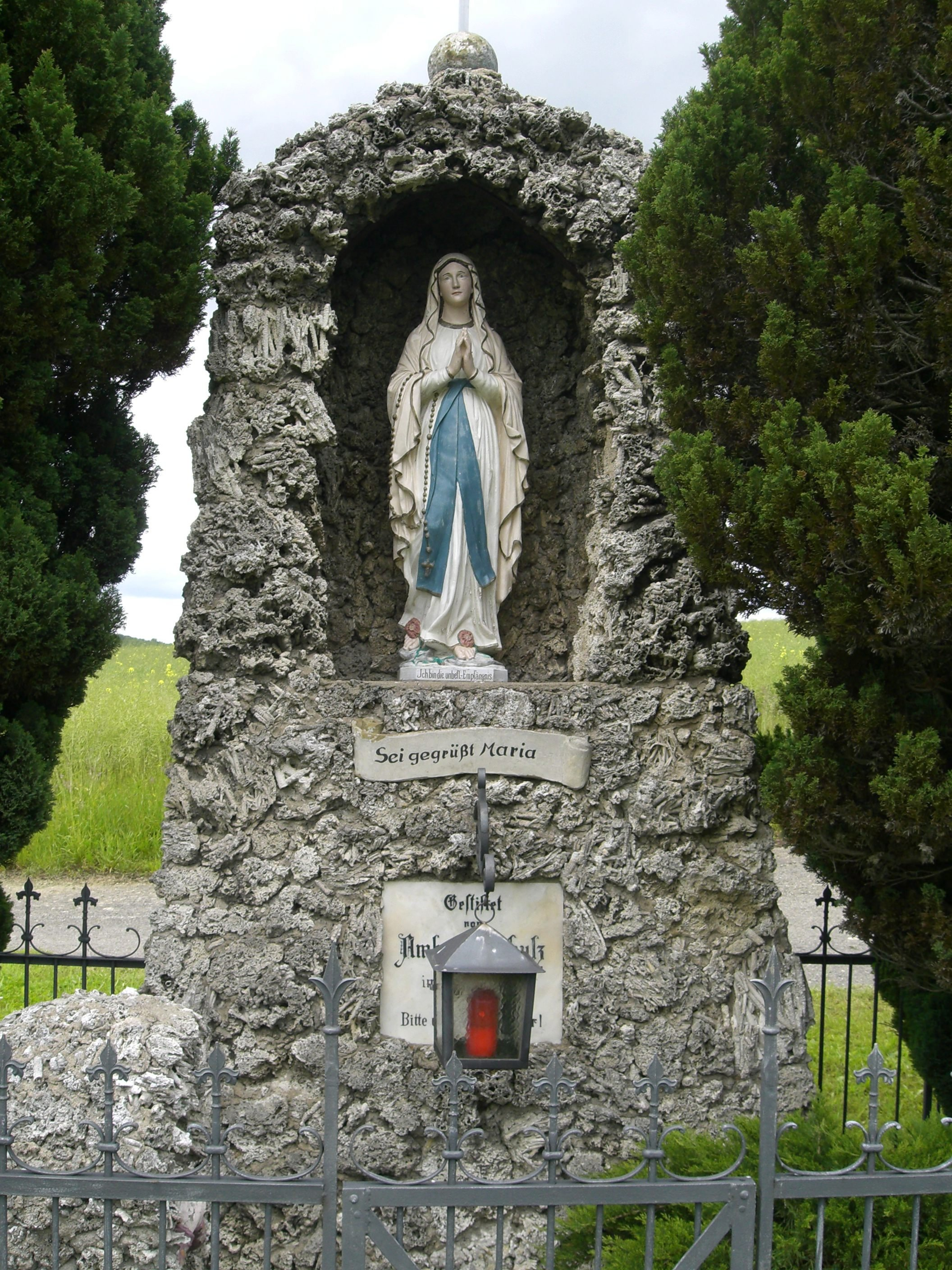
Grotte

Schwemmelsbach ist ein Gemeindeteil der Gemeinde Wasserlosen im Landkreis Schweinfurt (Unterfranken, Bayern).

## Geographie
Das Kirchdorf Schwemmelsbach liegt in Franken. Im Osten Schwemmelsbachs liegt Rütschenhausen, im Westen Wülfershausen, im Südwesten Burghausen, im Südosten Kaisten und Brebersdorf, im Nordosten Greßthal.

## Geschichte
Am 12. Mai 1304 wurde Schwemmelsbach erstmals urkundlich erwähnt. Grabhügel aus der Hallstattzeit (700–450 v. Chr.) und der Bronzezeit (1700–900 v. Chr.) lassen darauf schließen, dass die Gegend schon deutlich länger besiedelt ist. Die Grabhügel aus der Hallstattzeit wurden ausgegraben und die Fundstücke im Mainfränkischen Museum in Würzburg archiviert. Beim Bombenangriff auf Würzburg am 16. März 1945 wurden sie vollständig zerstört.
Die Endung -bach im Ortsnamen lässt auf eine Besiedelung im Rahmen der Fränkischen Landnahme um das Jahr 700 schließen.
Im Zuge des Dreißigjährigen Krieges und der Pest wurde das Dorf aufgegeben und 1654 unter Fürstbischof Johann Philipp von Greiffenclau zu Vollraths neu eingerichtet. Die Bauern kamen aus dem alten Dorf, aus Wülfershausen, Burghausen, Fuchsstadt, Gauaschach, Altbessingen, Schraudenbach, Eßleben, Hirschfeld und Frammersbach bei Lohr.
Am 7. April 1945 marschierte die amerikanische Armee in Schwemmelsbach ein.
Am 1. Mai 1978 wurde die bis dahin selbständige Gemeinde in die Gemeinde Wasserlosen eingegliedert.

## Kultur und Sehenswürdigkeiten

### Sehenswürdigkeiten
- Barocke Kuratiekirche St. Cyriakus. Die Filialkirche aus dem Jahre 1738 ist eine der schönsten barocken Kirchenbauten im Schweinfurter Land. Der bischöfliche Baumeister Balthasar Neumann (Würzburg) fertigte einen Vorentwurf für den Bau.
- Kriegerdenkmal des Ersten und Zweiten Weltkriegs an der Kirchenmauer
- Grotte auf dem Weg nach Greßthal
- Birnbaum am Lerchenberg mit einem Brusthöhenumfang von 4,62 m (2016).[3]

### Vereine
- Freiwillige Feuerwehr, gegründet am 12. Mai 1889
- Musikverein Schwemmelsbach (Schwemmelsbacher Musikanten), gegründet 1972
- DJK Schwemmelsbach, gegründet am 16. Juni 1929
- Eigenheimer Schwemmelsbach, gegründet am 4. August 1984
- Dorfgemeinschaft Schwemmelsbach e. V., gegründet am 7. Mai 2016
- Ortsverband der Hubertusbrüder Fährbrück
- FC Bayern – Fanclub "Basegä/Ufr. 94"
- Bayerischer Bauernverband
- VdK – Ortsverband
- CSU – Ortsverband

### Regelmäßige Veranstaltungen
Am 8. August (Cyriakus-Tag) findet jedes Jahr das Kirchenfest statt. Monatlich wird ein Seniorennachmittag veranstaltet. Die traditionelle Dorfkirchweih findet am dritten Wochenende im Oktober statt. Über 20 Jahre hinweg fand am dritten Sonntag im Juni das Dorffest zu Gunsten Leukämiekranker statt.

## Wirtschaft und Infrastruktur

### Gewerbe
In Schwemmelsbach sind folgende Firmen ansässig:
- Natursteinwerkstatt Markus Full
- Krankengymnastik Rolf Heinikel
- Martin Full Metallbau
- Deutsche Vermögensberatung Valentin Vierheilig

### Verkehr
Die Staatsstraße 2433 führt durch Schwemmelsbach.
Schwemmelsbach liegt an der Autobahn A 7 (E 45), Anschlussstelle 98 (Wasserlosen).
Es gibt eine ÖPNV-Busverbindung (Nr. 8139) der Omnibusverkehr Franken GmbH (OVF) nach Schweinfurt.